# Morten Storm
Pour les articles homonymes, voir Storm.
Morten Storm (né le 2 janvier 1976 à Korsør), alias Murad Storm et Murad Storm Ad-Denemarki, est un ancien agent de renseignement danois du Politiets Efterretningstjeneste, le service de sécurité et de renseignement danois.

## Description
Son identité a été révélée en 2012 par le journal Jyllands-Posten. Son histoire a fait l'objet d'un ouvrage publié en août 2014, Agent Storm: My Life Inside al-Qaeda by Morten Storm écrit en collaboration avec des journalistes de CNN, Tim Lister et Paul Cruickshank.